# Marc Schwanemeier
Marc Schwanemeier (* 4. Februar 1977) ist ein ehemaliger deutscher Basketballspieler.

## Werdegang
Schwanemeier spielte beim SW Havixbeck und beim UBC Münster, 1995 bis 1997 stand er im Aufgebot des TuS Herten in der Basketball-Bundesliga. Der 1,88 Meter große Spieler brachte es auf sechs Bundesliga-Einsätze. 1998 verließ er Herten und wechselte zum Regionalligisten VfL Bochum. Anschließend spielte er ab 1999 wieder beim UBC Münster, erst in der Regionalliga, 2000/01 dann in der 2. Basketball-Bundesliga.
2001 wechselte er zum BSV Wulfen in die Regionalliga, 2004 schloss er sich dem TV Werne an. Schwanemeier war von 1994 bis 2008 Mitglied der deutschen Basketball-Gehörlosen-Nationalmannschaft, er spielte ebenfalls für den Gehörlosensportverein Osnabrück.
2012 übernahm er das Traineramt bei der SG Telgte-Wolbeck.